# 小柏剛
小柏 剛（おがしわ つよし、1998年7月9日 - ）は、群馬県高崎市出身のプロサッカー選手。Jリーグ・FC東京所属。ポジションはフォワード（FW）。

## 来歴

### プロ入り前
中古車販売店を営む家の次男として群馬県高崎市で生まれ、地元の少年サッカークラブ・中居キッカーズでサッカーを始めた。その後ファナティコスで全国大会で活躍し県外クラブから注目される存在になると、中学進学時に大宮アルディージャジュニアユースへ入団。3年次には大宮JYにとって初タイトルとなるJFAプレミアカップ制覇に貢献した。大宮ユース昇格後も活躍を続け、3年次にプレミアリーグイーストで得点王となったが、トップチームへの昇格は見送られた。
高校卒業後、明治大学へ進学。明治大学では3年生から背番号10を背負い、ユニバーシアード日本代表にも選出された。Jクラブ3チームによる争奪戦の末、北海道コンサドーレ札幌への入団を決意。2020年3月26日に仮契約を結び、翌2021年からの加入が内定した。
2020年7月に特別指定選手として札幌に選手登録されると、8月12日のルヴァン杯グループステージ第3節・横浜FC戦でプロデビュー。更に3日後、8月15日のJ1第10節・川崎フロンターレ戦にも出場し、Jリーグデビューも果たした。

### 北海道コンサドーレ札幌
2021年に北海道コンサドーレ札幌へ入団。2月27日、開幕戦の横浜FC戦で奈良竜樹以来9年ぶりとなる新人として先発出場を果たした。4月24日、ベガルタ仙台戦では途中出場からプロ入り初ゴールを決めた。8月21日、第25節の大分トリニータ戦では3試合連続ゴールを決めた。
2021年12月7日にキリンチャレンジカップ2022　ウズベキスタン代表戦に臨む日本代表に初選出されたが、怪我のため辞退した。

### FC東京
2023年12月25日、2024年シーズンよりFC東京へ完全移籍することが発表された。
小柏は2020年に特別指定選手として札幌に加入しプロキャリアをスタートさせて以来、「公式戦でゴールを決めたら、その試合は負けない（17試合で15勝2分；2024年4月17日時点）」という「不敗神話」を継続させてきたが、2024年4月21日のFC東京対町田戦で「PKによる得点を決めながら試合は1-2で敗れた」ことにより途切れた。

## 所属クラブ
- ファナティコス[11]
- 大宮アルディージャJrユース（志木市立宗岡中学校[11]）
- 大宮アルディージャユース（埼玉県立浦和北高等学校[11]）
- 明治大学（商学部[12]）
  - 2020年 北海道コンサドーレ札幌（特別指定選手）
- 2021年 - 2023年  北海道コンサドーレ札幌
- 2024年 -  FC東京

## 個人成績
| 国内大会個人成績 | 国内大会個人成績 | 国内大会個人成績 | 国内大会個人成績 | 国内大会個人成績 | 国内大会個人成績 | 国内大会個人成績 | 国内大会個人成績 | 国内大会個人成績 | 国内大会個人成績 | 国内大会個人成績 | 国内大会個人成績 |
| 年度             | クラブ           | 背番号           | リーグ           | リーグ戦         | リーグ戦         | リーグ杯         | リーグ杯         | オープン杯       | オープン杯       | 期間通算         | 期間通算         |
| 年度             | クラブ           | 背番号           | リーグ           | 出場             | 得点             | 出場             | 得点             | 出場             | 得点             | 出場             | 得点             |
| 日本             | 日本             | 日本             | 日本             | リーグ戦         | リーグ戦         | リーグ杯         | リーグ杯         | 天皇杯           | 天皇杯           | 期間通算         | 期間通算         |
| ---------------- | ---------------- | ---------------- | ---------------- | ---------------- | ---------------- | ---------------- | ---------------- | ---------------- | ---------------- | ---------------- | ---------------- |
| 2019             | 明治大           | 10               | -                | -                | -                | -                | -                | 1                | 1                | 1                | 1                |
| 2020             | 札幌             | 35               | J1               | 4                | 0                | 1                | 0                | -                | -                | 5                | 0                |
| 2021             | 札幌             | 35               | J1               | 30               | 7                | 4                | 0                | 0                | 0                | 34               | 7                |
| 2022             | 札幌             | 19               | J1               | 13               | 2                | 0                | 0                | 0                | 0                | 13               | 2                |
| 2023             | 札幌             | 19               | J1               | 22               | 6                | 3                | 2                | 1                | 0                | 26               | 8                |
| 2024             | FC東京           | 11               | J1               | 11               | 2                | 1                | 0                | 0                | 0                | 12               | 2                |
| 通算             | 日本             | 日本             | J1               | 80               | 20               | 9                | 2                | 1                | 0                | 90               | 19               |
| 通算             | 日本             | 日本             | 他               | -                | -                | -                | -                | 1                | 1                | 1                | 1                |
| 総通算           | 総通算           | 総通算           | 総通算           | 80               | 20               | 9                | 2                | 2                | 1                | 91               | 23               |

※2020年は特別指定選手として出場
- Jリーグ初出場 - 2020年8月15日 J1 第10節 川崎フロンターレ戦（札幌ドーム）
- 公式戦初得点 - 2021年4月24日 J1 第11節 ベガルタ仙台戦（札幌厚別公園競技場）

## タイトル

### クラブ
大宮アルディージャJrユース
- JFAプレミアカップ：1回（2013年）

明治大学
- 全日本大学サッカー選手権大会：1回（2019年）
- 総理大臣杯全日本大学サッカートーナメント：2回（2018年、2019年）
- 関東大学サッカーリーグ戦1部：2回（2019年、2020年）
- アミノバイタルカップ：1回（2019年）
- 東京都サッカートーナメント（天皇杯東京都予選）：1回（2019年）

### 代表
ユニバーシアード日本代表
- ユニバーシアードサッカー競技（2019年）

### 個人
- 高円宮杯 JFA U-18サッカープレミアリーグイースト・得点王（2016年）
- 日本クラブユースサッカー選手権(U-18)大会・得点王（2016年）
- 関東大学サッカーリーグ戦・ベストイレブン（2020年）

## 代表歴
- U-15日本代表
  - AFC U-16選手権・予選（2013年）
- 日本代表候補